# Olena Ptjilka
Olena Pchilka, född 1849, död 1930, var en ukrainsk etnolog, författare och feminist.
Hon var poet och även en känd översättare. 
Hon var en av pionjärerna inom den ukrainska kvinnorörelsen. 